# Ezana Aksumski
Ezana Aksumski (giz እዛና, brez samoglasnikov ዐዘነ) (tudi Aezana, Ezena, Azanas, Aizan), aksumski kralj, * okoli 330, † okoli 356.
Ezana je bil 10. znani kralj Aksumskega kraljestva, ki se je razprostiralo v današnji Eritreji, severni Etiopiji, Jemnu, severni Somaliji, Džibutiju, severnem Sudanu in južnem Egiptu. Sam je zase uporabljal naziv »kralj Sabe in Salhena, Himjarja in Dhu-Rajdana.« Po izročilu je Ezana še kot otrok nasledil svojega očeta Elo Amido. Njegova mati Sofja je bila regentkinja. Ezano so krstili kot Abreha.
Ezana je bil prvi aksumski monarh, ki je sprejel krščanstvo, in prvi po Zoskalesu, ki so ga omenjali sočasni zgodovinarji. Stuart C. Munro-Hay ga je zaradi tega označil kot »najznamenitejšega aksumskega kralja pred Kalebom.« Ezana je imenoval za voditelja Etiopske cerkve svojega učitelja, grško-sirskega duhovnika Frumencija. Ohranilo se je pismo arijsko-rimskega cesarja Konstantina II., naslovljeno Ezanu in njegovemu bratu Sazanasu, kjer je navedena zahteva, da pride Frumencij v Aleksandrijo na izpraševanje o doktrinarnih napakah. Munro-Hay predvideva, da je Ezana zavrnil to zahtevo ali jo je celo prezrl. Leta 327 je tedanji aleksandrijski patriarh Atanazij imenoval Frumencija za prvega škofa.
Ezana se je napotil na več vojaških odprav, ki jih je opisal v svojih napisih. Pri Meroeu so našli par napisov v gizu, ki govorita o vojaškem posegu v 4. stoletju, ali med Ezanovim vladanjem, ali pa med vladanjem predhodnika Ousanasa. Nekateri pojasnjujejo ta napisa kot dokaz, da so Aksumiti uničili Kušitsko kraljestvo, drugi pa pojasnjujejo, da arheološki dokazi nakazujejo na gospodarski in politični padec Meroea okoli leta 300.
Na nekaterih kovancih iz njegovega časa se pojavlja geslo v grščini ΤΟΥΤΟ ΑΡΕΣΗ ΤΗ ΧΩΡΑ - »Naj to zadovoljuje ljudi«. Munro-Hay pravi, da je to geslo »bolj privlačna posebnost aksumskega kovanja denarja, ki daje občutek kraljevske skrbi in odgovornosti do ljudskih želj in zadovoljstev.« V poznih 90-ih letih 20. stoletja so našli več kovancev z njegovim imenom na arheoloških najdiščih v Indiji, kar nakazuje trgovinsko izmenjavo med deželama. Pozornost zbuja pojava na kovancu s poganskim motivom diska in polmeseca, ki se prepletata s križem.
Ezanu pripisujejo tudi gradnjo več zgradb in obeliskov, ki so značilni za aksumsko umetnost. Najznamenitejši še nepoškodovan se nahaja v Aksumu.